# Abdennour Chérif El-Ouazzani
Pour les articles homonymes, voir Chérif El-Ouazzani et Ouazzani.
Abdennour Chérif El-Ouazzani (en arabe : عبد النور الشريف الوزاني) est un footballeur algérien né le 18 mars 1986 à Oran. Il évoluait au poste de milieu de terrain.
Il est surnommé CEO², du fait que son frère aîné Tahar Chérif El-Ouazzani était surnommé CEO.

## Carrière
Chérif El-Ouazzani a commencé sa carrière au MC Oran où il a été entraîné par son frère Tahar, Il a fait ses débuts avec les seniors à l'âge de 18 ans, Il a signé à la JS Kabylie pour la saison 2009-2010.    
Malgré avoir reçu plusieurs autres offres, il a choisi le club pour gagner des titres et jouer des compétitions internationales, et pour donner une autre dimension à sa carrière.

## Palmarès
- Accession en Ligue 1 en 2009 avec le MC Oran.
- Vainqueur de la coupe d'Algérie en 2011 avec la JS Kabylie.
- Accession en Ligue 1 en 2012 avec le CA Bordj Bou Arreridj.